# Nikolaj Steen
Nikolaj Steen, född 10 februari 1967 i Köpenhamn, är en dansk skådespelare och musiker. Han är bror till Paprika Steen.

## Filmografi

### Filmer
- Himmel og helvede (1988)
- En kort, en lang (2001)
- Tæl til 100 (2004)
- Oskar & Josefine (2005)
- Den store dag (2005)
- Veninder (2005)

### TV-serier
- Taxa (1997-1999) avsnitt nr: 36, 37, 38
- Edderkoppen (2000)

### Julkalender
- Jesus och Josefine